# Jason Queally
Jason Paul Queally (Great Haywood, 11 mei 1970) is een voormalig Brits wielrenner.
Queally won tijdens de Olympische Zomerspelen 2000 de gouden medaille op de 1km tijdrit en de zilveren medaille op de teamsprint. In 2005 werd Queally wereldkampioen in de teamsprint.

## Resultaten
| Jaar | WK                       | Olympische Zomerspelen   |
| ---- | ------------------------ | ------------------------ |
| 1999 | teamsprint               |                          |
| 2000 | teamsprint · 1km tijdrit | 1km tijdrit · teamsprint |
| 2001 | teamsprint               |                          |
| 2004 |                          | 5e teamsprint            |
| 2005 | teamsprint · 1km tijdrit |                          |
| 2006 | teamsprint               |                          |

1896: Paul Masson ·
1928: Willy Falck Hansen ·
1932: Dunc Gray ·
1936: Arie van Vliet ·
1948: Jacques Dupont ·
1952: Russell Mockridge ·
1956: Leandro Faggin ·
1960: Sante Gaiardoni ·
1964: Patrick Sercu ·
1968: Pierre Trentin ·
1972: Niels Fredborg ·
1976: Klaus-Jürgen Grünke ·
1980: Lothar Thoms ·
1984: Fredy Schmidtke ·
1988: Aleksandr Kiritsjenko ·
1992: José Manuel Moreno Periñan ·
1996: Florian Rousseau ·
2000: Jason Queally ·
2004: Chris Hoy